# Diocese de Arlington
A Diocese de Arlington (Dioecesis Arlingtonensis) é uma circunscrição eclesiástica da Igreja Católica sediada em Arlington, localizada no estado norte-americano da Virgínia. Abrange 21 condados desse estado da Região Sudeste. Foi erigida em 28 de maio de 1974, pelo Papa Paulo VI através da bula Supernae Christifidelium, sendo desmembrada da Diocese de Richmond. Seu atual bispo é Paul Stephen Lovarde que governa a diocese desde 1999 e sua sé episcopal é a Catedral de São Thomas More.
Possui 69 paróquias assistidas por 264 sacerdotes e cerca de 14,5% da população jurisdicionada é batizada.

## Prelados

### Bispos Diocesanos
|        | Nome                     | Período     | Notas                      |        |
| Bispos | Bispos                   | Bispos      | Bispos                     | Bispos |
| ------ | ------------------------ | ----------- | -------------------------- | ------ |
| 4º     | Michael Francis Burbidge | 2016-       | Atual                      |        |
| 3°     | Paul Stephen Loverde     | 1999 - 2016 | Bispo emérito              |        |
| 2º     | John Richard Keating     | 1983 - 1998 |                            |        |
| 1º     | Thomas Jerome Welsh      | 1974 - 1983 | Nomeado Bispo de Allentown |        |

## Território
A Diocese abrange os seguintes condados do norte e nordeste da Virgínia:

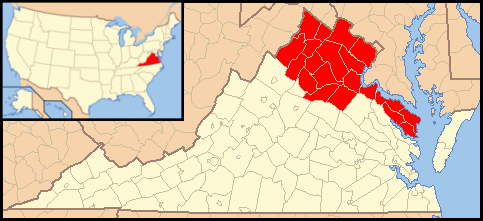
Área territorial da Diocese de Arlington.

| - Arlington - Clarke - Culpeper - Fairfax - Fauquier - Frederick - King George | - Lancaster - Loudoun - Madison - Northumberland - Orange - Page - Prince William | - Rappahannock - Richmond - Shenandoah - Spotsylvania - Stafford - Warren - Westmoreland |
| ------------------------------------------------------------------------------ | --------------------------------------------------------------------------------- | ---------------------------------------------------------------------------------------- |